# Louis Dépollier
 (avril 2025).
Motif : Manifestement un travail inédit d'exploitation de sources primaires (écrits de LD, état civil, etc.). Absence de source secondaire qui démontrerait sa notoriété
- Archive Wikiwix
- Bing
- Cairn
- DuckDuckGo
- E. Universalis
- Gallica
- Google
- G. Books
- G. News
- G. Scholar
- Persée
- Qwant
- (zh) Baidu
- (ru) Yandex
- (wd) trouver des œuvres sur Wikidata

| 1. | Préciser le motif de la pose du bandeau. | Précisez le motif de la pose du bandeau en utilisant la syntaxe suivante : {{admissibilité à vérifier\|date=avril 2025\|motif=remplacez ce texte par le motif}}                      |
| 2. | Informer les utilisateurs concernés.     | Pensez à avertir le créateur de l'article, par exemple, en insérant le code ci-dessous sur sa page de discussion : {{subst:avertissement admissibilité à vérifier\|Louis Dépollier}} |

Louis Dépollier est un journaliste, imprimeur et éditeur français, né le 25 juin 1871 à Annecy et mort le 22 mars 1950 dans la même ville. Il dirige avec Joseph Blanc le journal Les Alpes de 1911 à 1950.

## Situation personnelle

### Enfance
Louis Marius Joseph Dépollier naît le 25 juin 1871 à Annecy. Il est l'enfant de François Dépollier et de son épouse, Josephte Salomon, tailleuse.
Il étudie au collège chappuisien puis au lycée Berthollet. Il est bachelier voire licencié.

### Situation militaire
Son engagement est ajourné à un an en 1892 pour cause de faiblesse. Il est exempté en 1893 en raison d’une bronchite chronique. Il est maintenu exempté le 16 décembre 1914 et est définitivement libéré le 20 décembre 1918.

### Mariage
Il se marie le 31 mai 1894 à Annecy avec Isabelle Louise Julie Bonnard, sans profession. Les époux sont alors domiciliés 23 rue Vaugelas à Annecy.

### Mort
Louis Dépollier meurt le 22 mars 1950 à Annecy.

## Parcours professionnel
D'abord journaliste à Lyon pour Le Progrès, il ouvre une librairie-papeterie dans la même ville, cours Morand.
De retour à Annecy en 1904, il assiste Joseph Dépollier, son oncle, dans l'édition du journal Les Alpes. En 1911, il prend la tête de l'imprimerie familiale et du journal.  

## Engagements

### Mandats locaux
Membre du parti radical-socialiste, il est conseiller municipal d'Annecy de 1912 à 1941. Il est alors membre des commissions municipales des Musées et de la Bibliothèque municipale. Il s'occupe aussi activement des cantines scolaires.
Il est également membre de la commission départementale de l’Enseignement technique.

### Associations
Louis Dépollier s'engage dans de nombreuses associations sportives, culturelles et de bienfaisance.
Il est membre de l'Académie florimontane depuis 1906.
Il est membre fondateur, actif puis d'honneur de la Société chorale d'Annecy.
Il est membre d'honneur de l'association des délégués cantonaux de l'arrondissement d'Annecy après l'avoir fondé avec Joseph Blanc. Il est également président de l'Union lyrique d'Annecy, qui fusionnera avec la Musique municipale.
Il est membre honoraire de l'Union sportive annécienne (USA). Il imprime le bulletin du club depuis le premier numéro, en mai 1930.
Il est le président du premier patronage laïc d'Annecy avant la Première Guerre mondiale.

## Publications
Louis Dépollier a publié de nombreuses études de l'histoire locale qui sont ponctuellement citées,,,,.
- Cinquante ans de musique et de bienfaisance : la Société chorale d'Annecy, 1857-1907, 1907[11]
- L'Annexion et la Presse Savoisienne, 1910[12],[13]
- La Presse savoisienne. Après l'annexion (La période transitoire, juin-décembre 1860), 1925[14]
- Jules Philippe (1827-1888), in Revue savoisienne, vol. 7, p. 173-174[15]
- Comment Germain Sommeiller devint ingénieur, in Revue savoisienne, 1939, p. 195-197[16]
- Régionalisme et politique en Savoie, 1939[17]
- « Ballouria », l’allumeur de réverbères, in Revue savoisienne, 1944, p. 76-77[18]
- Un épisode de la vie d'Annecy en 1815, 1944[19]

- La presse savoyarde, de 1815 à l'abdication de Charles-Albert, in Revue savoisienne, 1946, p. 108-132[20]
- Eugène Süe, vu par un Florimontan, in Revue savoisienne, 1947, p. 94-107[21]
- Le centenaire de la Seconde République et la Savoie, in Revue savoisienne, 1948, p. 16-27[22]

Louis Dépollier parle de « Glière » et non « Glières ». 

## Distinctions
Chevalier de la Légion d'honneur, le 15 février 1935. Il est décoré par Joseph Blanc, maire d'Annecy et vice-président du conseil général de la Haute-Savoie.
« M. Dépollier dirige depuis de longues années une imprimerie importante et publie le seul journal hebdomadaire politique de nuance nettement républicaine de l’arrondissement d’Annecy. Il participe depuis plus de 20 ans à l’administration municipale de cette ville et apporte son concours dévoué à de nombreuses commissions. M. Dépollier est de plus un spécialiste averti de toutes les questions d’histoire locale intéressant la ville qu’il habite depuis sa naissance et la Savoie. Il a publié de nombreuses études historiques sur ce sujet qui lui est familier. La Croix de la Légion d’Honneur qui lui serait attribuée serait particulièrement bien placée et serait accueillie avec ferveur par la population. » Avis du préfet de la Haute-Savoie
 Officier de l'ordre des Palmes académiques